# Alessandro Leopardi
Alessandro (dei) Leopardi, detto Alessandro del Cavallo (Venezia, 1465 circa – Venezia, 1522-1523), è stato uno scultore italiano.

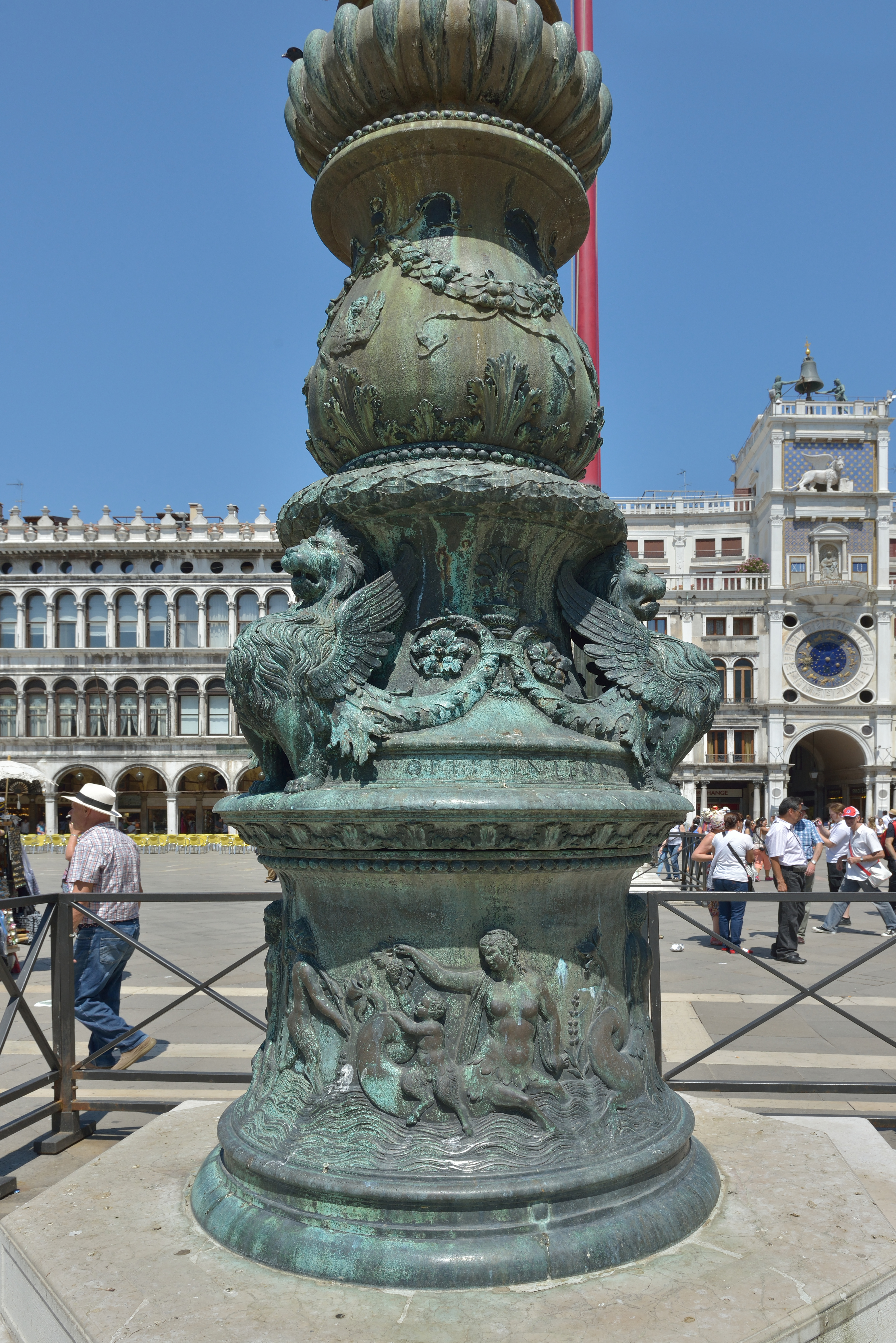
Uno dei piloni reggistendardo in Piazza San Marco eseguiti da Leopardi (1506).

Maestro presso la Zecca dal 1484 al 1487, quando fu bandito per cinque anni da Venezia per tentata frode, riparando a Ferrara. Venne tuttavia ben presto richiamato: nel 1488 venne incaricato di portare a termine il monumento equestre a Bartolomeo Colleoni del Verrocchio, che era deceduto in quell'anno, riuscendo a completarne i modelli ma senza averne iniziato la fusione. Morto il maestro fiorentino, evidentemente, l'allievo Lorenzo di Credi non era stato ritenuto in grado di proseguirne la monumentale opera. La fusione venne completata nel 1492, mentre il basamento fu terminato e messo in opera nel 1495. L'opera gli valse enorme fama, il soprannome del Cavallo e portò al reintegro al suo lavoro in Zecca nel 1496, dove sarà ancora documentato nel 1521. Il Consiglio dei Dieci, inoltre, in segno di gratitudine, lo incaricò della realizzazione delle ante in bronzo della Porta della Carta di Palazzo Ducale, commissione che tuttavia non ebbe seguito.
Dal 1503 è responsabile, con Antonio Lombardo, dell'esecuzione della cappella funeraria del cardinale Giambattista Zen, deceduto nel 1501, in San Marco, forse in qualità di proto, ovvero di architetto. Tuttavia, venne allontanato dal progetto nel 1505, forse per attriti con Antonio o i Procuratori di San Marco. In ogni caso, la sua fortuna continuava ad essere alta: nello stesso anno venne infatti installato il primo pennone reggistendardo bronzeo in piazza, davanti alla basilica, mentre gli altri due gli vennero affiancati nel 1506. Le tre opere, che presentano ognuno un fregio continuo con corteo marino alla base, celebrano la pacifica e legittima prosperità della Serenissima sotto il doge Leonardo Loredan, commemorato da tre medaglioni circolari nel pennone centrale, che è anche firmato e datato da Alessandro.
Confratello della Scuola della Misericordia dal 1498, nel 1507 presentò al capitolo un progetto per l'edificazione della nuova sede, cui però gli venne preferito un altro ritenuto meno dispendioso. Si occupò anche di sovrintendere alle fortificazioni di Padova (1509) e Treviso (1511). Nel 1514 partecipò al concorso per la riedificazione della zona di Rialto distrutta quell'anno da un incendio, ma ancora una volta gli si preferì un altro progetto, quello dello Scarpagnino. Nel 1521 divenne proto della nuova chiesa del convento di Santa Giustina a Padova, ma la morte gli impedì di portare a compimento anche questo progetto. Non si ha quindi alcuna testimonianza fisica della sua, pur ben documentata, carriera di architetto.